# Belgische Gouden Schoen 1969
De verkiezing van de Belgische Gouden Schoen 1969 werd in 1970 gehouden. Wilfried Van Moer won de Gouden Schoen voor de tweede keer. Hij werd de eerste speler die de voetbalprijs bij twee verschillende clubs won.

## De prijsuitreiking
Na het veroveren van zijn eerste Gouden Schoen was de middenvelder Wilfried Van Moer overgestapt naar Standard Luik. Daar werd de kleine aanvoerder meteen een van de uitblinkers. De Rouches werden onder zijn leiding kampioen in 1969. Hij bleef in de uitslag zijn ploegmaat Nico Dewalque voor. Jean Dockx van Racing White werd voor de tweede keer op rij derde.
Van Moer won zijn eerste Gouden Schoen in loondienst van Antwerp FC, waardoor hij de eerste speler werd die twee keer won bij twee verschillende clubs.

## Top 5
| Nr. | Land                 | Naam              | Club(s)       | Punten |
| --- | -------------------- | ----------------- | ------------- | ------ |
| 1.  | Vlag van België      | Wilfried Van Moer | Standard Luik | 152    |
| 2.  | Vlag van België      | Nico Dewalque     | Standard Luik | 106    |
| 3.  | Vlag van België      | Jean Dockx        | Racing White  | 81     |
| 4.  | Vlag van België      | Jef Jurion        | AA Gent       | 52     |
| 5.  | Vlag van Joegoslavië | Sylvester Takač   | Standard Luik | 30     |

1954 · 
1955 · 
1956 · 
1957 · 
1958 · 
1959 · 
1960 · 
1961 · 
1962 · 
1963 · 
1964 · 
1965 · 
1966 · 
1967 · 
1968 · 
1969 · 
1970 · 
1971 · 
1972 · 
1973 · 
1974 · 
1975 · 
1976 · 
1977 · 
1978 · 
1979 · 
1980 · 
1981 · 
1982 · 
1983 · 
1984 · 
1985 · 
1986 · 
1987 · 
1988 · 
1989 · 
1990 · 
1991 · 
1992 · 
1993 · 
1994 · 
1995 · 
1996 · 
1997 · 
1998 · 
1999 · 
2000 · 
2001 · 
2002 · 
2003 · 
2004 · 
2005 · 
2006 · 
2007 · 
2008 · 
2009 · 
2010 · 
2011 · 
2012 · 
2013 · 
2014 · 
2015 · 
2016 · 
2017 ·
2018 ·
2019 ·
2020 ·
2022 ·
2023 ·
2024